# 澤氏似鱗頭鰍
澤氏似鱗頭鰍（學名：Lepidocephalichthys zeppelini）為輻鰭魚綱鯉形目鰍科的其中一種，為熱帶淡水魚，分布於亞洲泰國及越南的湄公河流域，體長可達2.6公分，棲息在底層水域，生活習性不明。

## 扩展阅读
維基物種上的相關：澤氏似鱗頭鰍